# Fascaplysinopsis
Fascaplysinopsis is een geslacht van sponsdieren uit de klasse van de Demospongiae (gewone sponzen).

## Soort
- Fascaplysinopsis reticulata (Hentschel, 1912)